# Phương trình truyền xạ
Phương trình truyền xạ mô tả sự lan truyền của sóng điện từ trong không gian mà bản thân không gian này cũng phát xạ, hấp thụ và tán xạ.

## Định nghĩa cường độ phổ
Đại lượng cơ bản mô tả một trường bức xạ điện từ là cường độ phổ.
Trong trường hợp bỏ qua sự phân cực, có thể mô tả cường độ phổ như sau: Xét một diện tích rất nhỏ trong trường bức xạ, sẽ có dòng năng lượng của bức xạ chạy qua diện tích này, đo bằng lượng năng lượng chảy qua trong một đơn vị đo thời gian trong một đơn vị đo góc khối, theo chiều dòng chảy, trong khoảng bước sóng của bức xạ điện từ đang xét.
Biểu diễn theo ký kiệu toán học của cường độ phổ là:
{\displaystyle dE_{\nu }=I_{\nu }(\mathbf {r} ,{\hat {\mathbf {n} }},t)\cos \theta ~d\nu dad\Omega dt}
Với:
- {\displaystyle I_{\nu }} là cường độ phổ
- da là mảnh diện tích nhỏ đang xét
- {\displaystyle \mathbf {r} } là vị trí của mảnh diện tích này
- dt là khoảng thời gian đo dòng năng lượng
- {\displaystyle d\Omega } là góc khối đo dòng, nằm quanh hướng {\displaystyle {\hat {\mathbf {n} }}}
- {\displaystyle \nu \,} đến {\displaystyle \nu +d\nu \,} là khoảng bước sóng của bức xạ đang xét
- {\displaystyle \theta } là góc giữa véc tơ đơn vị {\displaystyle {\hat {\mathbf {n} }}} tạo với pháp tuyến của mảnh diện tích

Như vậy đơn vị đo cường độ phổ là năng lượng/thời gian/diện tích/góc khối/tần số. Ví dụ, trong hệ đo lường quốc tế, nó là W·m−2·sr−1·Hz−1 (watt trên mét vuông trên steradian trên hertz).

## Phương trình truyền xạ
Phương trình truyền xạ nói rằng khi một dòng bức xạ lan truyền theo một phương, nó sẽ mất năng lượng do sự hấp thụ của môi trường nhưng cũng nhận thêm năng lượng do sự phát xạ của môi trường, và phân tán năng lượng ra các hướng lan truyền khác do sự tán xạ của môi trường. Ở dạng vi tích phân, phương trình viết là:
{\displaystyle {\frac {dI_{\nu }}{ds}}=\epsilon _{\nu }-\kappa _{\nu }I_{\nu }+\iint \sigma _{\nu }^{0}(\Omega ,{\nu '})I_{\nu '}d\nu 'd\Omega }
Với:
- {\displaystyle \epsilon _{\nu }} là hệ số phát xạ phổ
- {\displaystyle \kappa _{\nu }} là hệ số hấp thụ phổ
- {\displaystyle \sigma _{\nu }^{0}} là hệ số tán xạ tổng quát.

### Phát xạ
Lượng năng lượng tỏa ra bởi một vùng môi trường có thể tích dV là:
{\displaystyle dE_{\nu }=\epsilon _{\nu }(\mathbf {r} ,{\hat {\mathbf {n} }},t)~d\nu dVd\Omega dt}
Hệ số phát xạ có thể là hàm số của cường độ sáng rọi tới môi trường.

### Hấp thụ
Khi một tia bức xạ lan truyền qua quãng đường ds, lượng năng lượng mà nó mất đi là 
{\displaystyle \kappa (\mathbf {r} ,{\hat {\mathbf {n} }},t)\,ds}.

### Tán xạ
Trong nhiều bài toán hệ số tán xạ tổng quát có thể phân tích làm hai phần:
{\displaystyle \sigma _{\nu }^{0}(\Omega ,{\nu '})=\sigma _{\nu }\times P(\Omega ,{\nu '})}
Với:
- {\displaystyle \sigma _{\nu }} là hệ số tán xạ thuần thể hiện tổng độ lớn dòng năng lượng bị phân tán theo hướng khác
- {\displaystyle P(\Omega ,{\nu '})} là hàm tán xạ đã chuẩn hóa, thể hiện phân bố theo các hướng mà dòng năng lượng bị tán xạ.

## Cách giải
Cách giải tổng quát cho phương trình truyền xạ hiện chưa được tìm thấy. Có rất nhiều các cách giải gần đúng hay chính xác khác nhau phụ thuộc vào điều kiện của các hệ số phát xạ, hấp thụ, tán xạ và hàm tán xạ; cũng như mục đích ứng dụng, độ chính xác cần thiết.
Một số cách giải được liệt kê dưới đây:

### Tìm cường độ phổ
- Phương pháp Monte-Carlo
- Phương pháp tung độ rời rạc cầu điều hòa

### Tìm dòng năng lượng
- Phương pháp hai dòng

### Xử lý hàm tán xạ nhọn
- Phương pháp delta Eddington